# Sminthopsis ooldea
Sminthopsis ooldea — вид родини сумчастих хижаків. Мешкає в посушливих центральних районах Австралії серед мульгієвих зарослів (Acacia brachystachya), чагарників і купинних луків, що проростають на суглинках та ущільнених ґрунтах. Самиці народжують до семи восьми дитинчат у неволі й імовірно у природних умовах більше. Вага: 8—17 грамів. Етимологія: англ. ooldea — крихітне поселення в Південній Австралії, поблизу якого був знайдений голотип.

## Загрози та охорона
Здається, немає серйозних загроз для цього виду. Зареєстрований у багатьох природоохоронних областях, у тому числі: Національний Парк Улуру, Західний Національний Парк МакДонела, Пустельний Заповідник Гібсона, Заповідник Пламріджських озер і землі австралійських аборигенів: Ананґу Пітджантджатджара Янкунитджатджара (англ. Anangu Pitjantjatjara Yankunytjatjara), Маралінґа Тджарутджа (англ. Maralinga Tjarutja).